# Nausa
Nausa (griego: Νάουσα) es un municipio de la República Helénica perteneciente a la unidad periférica de Emacia de la periferia de Macedonia Central.
El municipio se formó en 2011 mediante la fusión de los antiguos municipios de Anthemia, Eirinoupoli y Nausa, que pasaron a ser unidades municipales. El municipio tiene un área de 425,5 km², de los cuales 300,9 pertenecen a la unidad municipal de Naousa.
En 2011 el municipio tenía 32 494 habitantes, de los cuales 21 152 viven en la unidad municipal de Nausa.
Se ubica en el noroeste de la unidad periférica. Por su término pasa la línea de ferrocarril que une Veria con Édessa.